# Nowomichowska
Nowomichowska (dawn. Nowy Michów) – wieś w Polsce położona w województwie lubelskim, w powiecie puławskim, w gminie Baranów.
Wieś położona jest na Wysoczyźnie Lubartowskiej.
W latach 1975–1998 miejscowość należała administracyjnie do ówczesnego województwa lubelskiego.
Wieś stanowi sołectwo gminy Baranów.  Według Narodowego Spisu Powszechnego z roku 2011 wieś liczyła 34 mieszkańców.